# Verklärungskathedrale (Odessa)

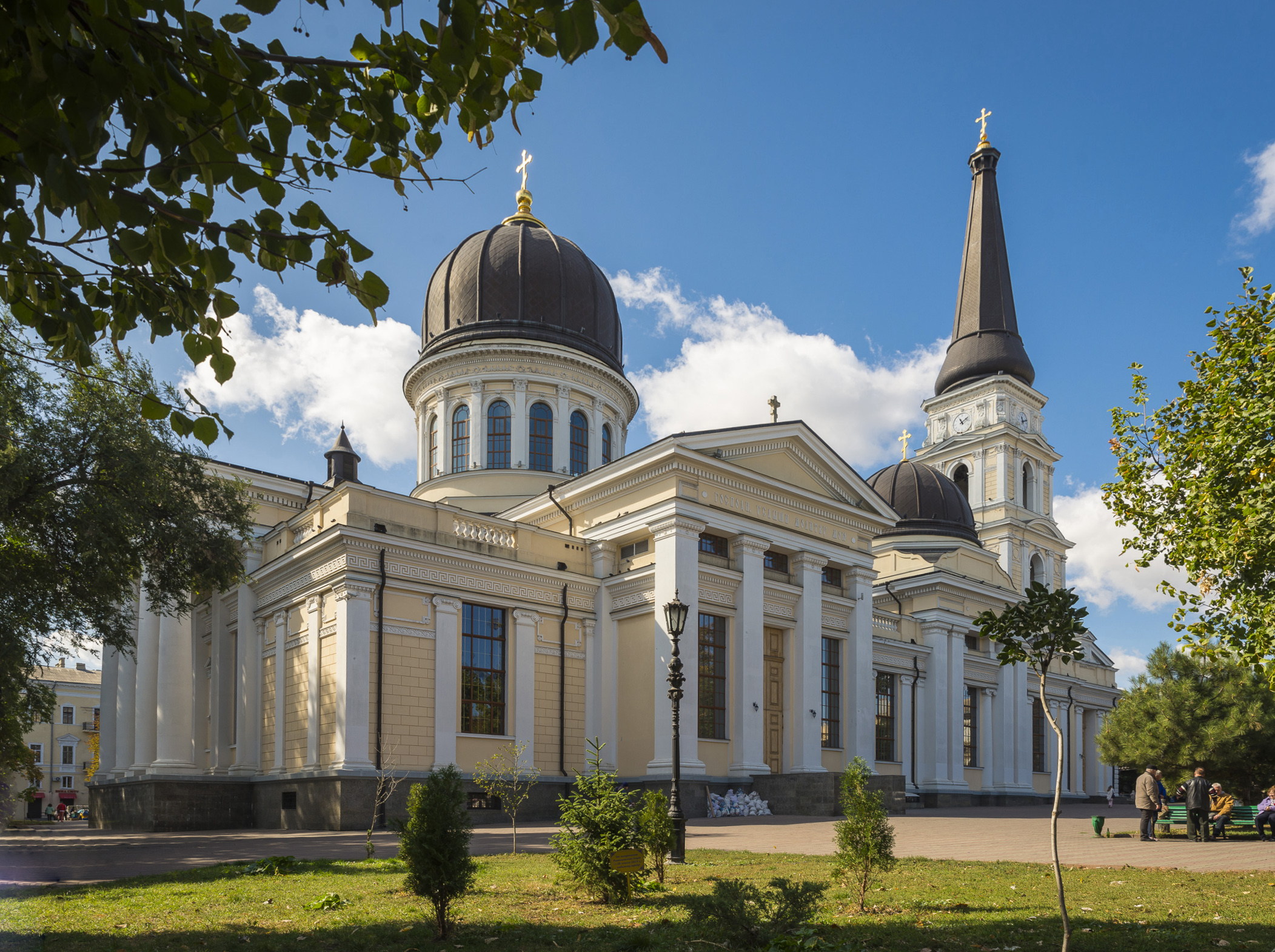
Verklärungskathedrale in Odessa (2019)

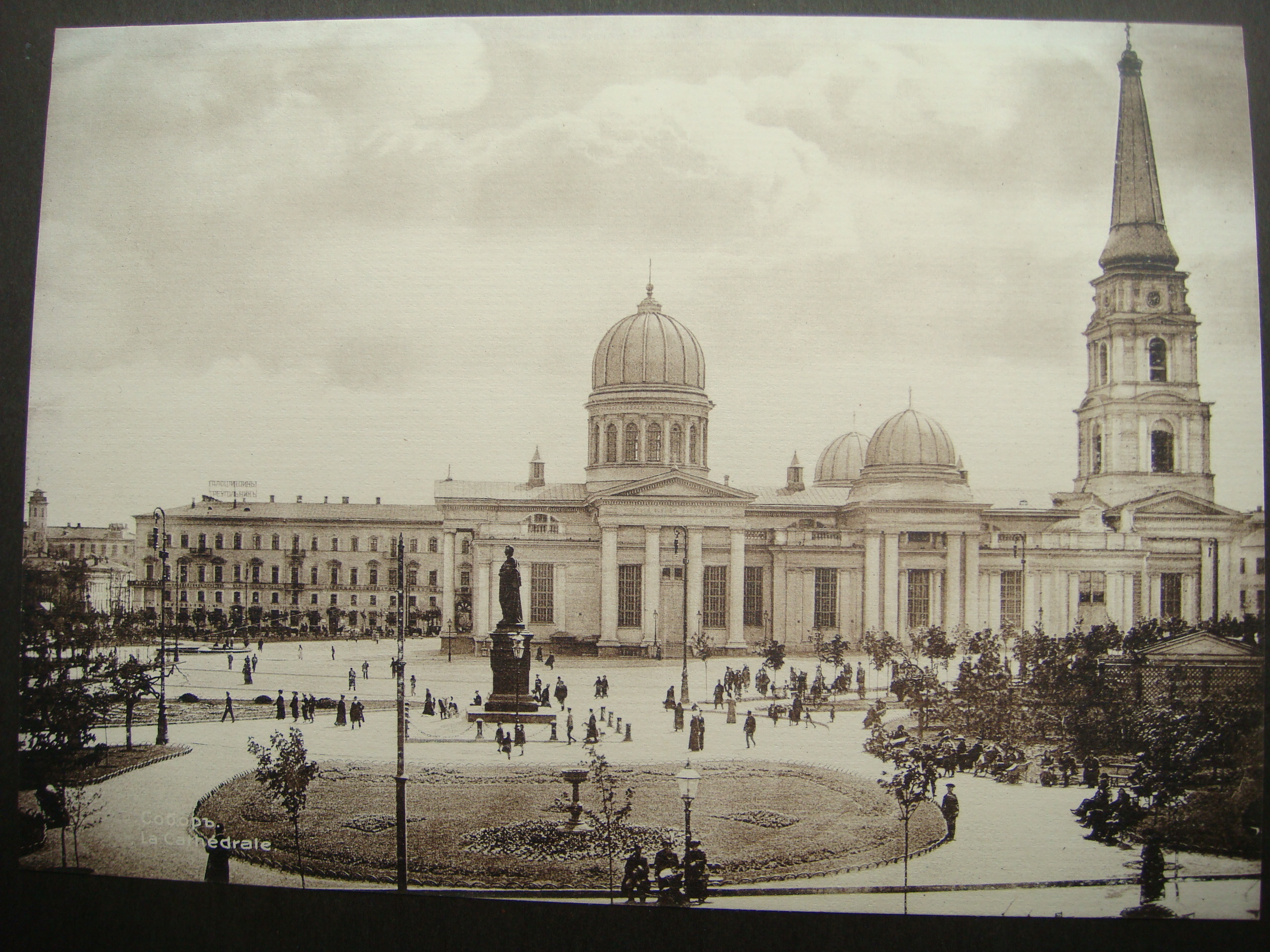
Historische Ansicht der Kathedrale im 19. Jahrhundert

Die Verklärungskathedrale (ukrainisch Спасо-Преображенський кафедральний собор Spasso-Preobraschenskyj kafedralnyj sobor; russisch Спасо-Преображенский кафедральный собор Spasso-Preobraschenskij kafedralnyj sobor) im Kathedralenpark von Odessa ist eine Bischofskirche der Ukrainisch-Orthodoxen Kirche. Sie wurde im Wesentlichen zu Anfang des 19. Jahrhunderts errichtet, auf Anweisung Josef Stalins 1936 zerstört und seit 1999 als möglichst originalgetreue Rekonstruktion wieder errichtet. Durch russische Luftangriffe auf Odessa wurde die Kathedrale in der Nacht zum 23. Juli 2023 teilweise zerstört.

## Geschichte
Zarin Katharina die Große, die Gründerin Odessas, ordnete den Kirchenbau an, der der Verklärung Christi geweiht sein sollte. Er wurde 1795 begonnen, kam aber unter Katharinas Sohn Paul für einige Jahre zum Stillstand. Unter Gouverneur Woronzow wurden die Bauarbeiten wieder aufgenommen und zügig weiter geführt. Der Glockenturm wurde nach Entwürfen der italienischen Baumeister Giuseppe und Gian Torricelli errichtet. 1827 war die Kirche fertig, zunächst mit frei stehendem Glockenturm. Im Verlauf des 19. Jahrhunderts kam es aber noch zu bedeutenden Umbauten und Erweiterungen, der Glockenturm wurde in den Bau eingegliedert, und die Kirche wurde zu einer der größten orthodoxen Kathedralen mit einem Fassungsvermögen von 9000 Menschen ausgebaut.

### Zerstörung und Wiederaufbau
Nach Etablierung des Sowjetregimes wurde die Kathedrale 1919 geplündert und 1932 geschlossen. 1936 ordnete Stalin ihre Zerstörung an: sie wurde in der Nacht gesprengt. Schon während der rumänischen Herrschaft in Odessa während des Zweiten Weltkriegs gab es Überlegungen zum Wiederaufbau der Verklärungskathedrale. 1999 wurde damit begonnen, am 21. Juli 2010 konnte der Neubau durch den russischen Patriarchen Kyrill I. geweiht werden. Die Verklärungskathedrale ist eines der namhaftesten Beispiele für die so genannte Wiedergeburt religiöser Bauwerke nach planmäßiger Zerstörung und Jahrzehnten der Sowjetherrschaft.

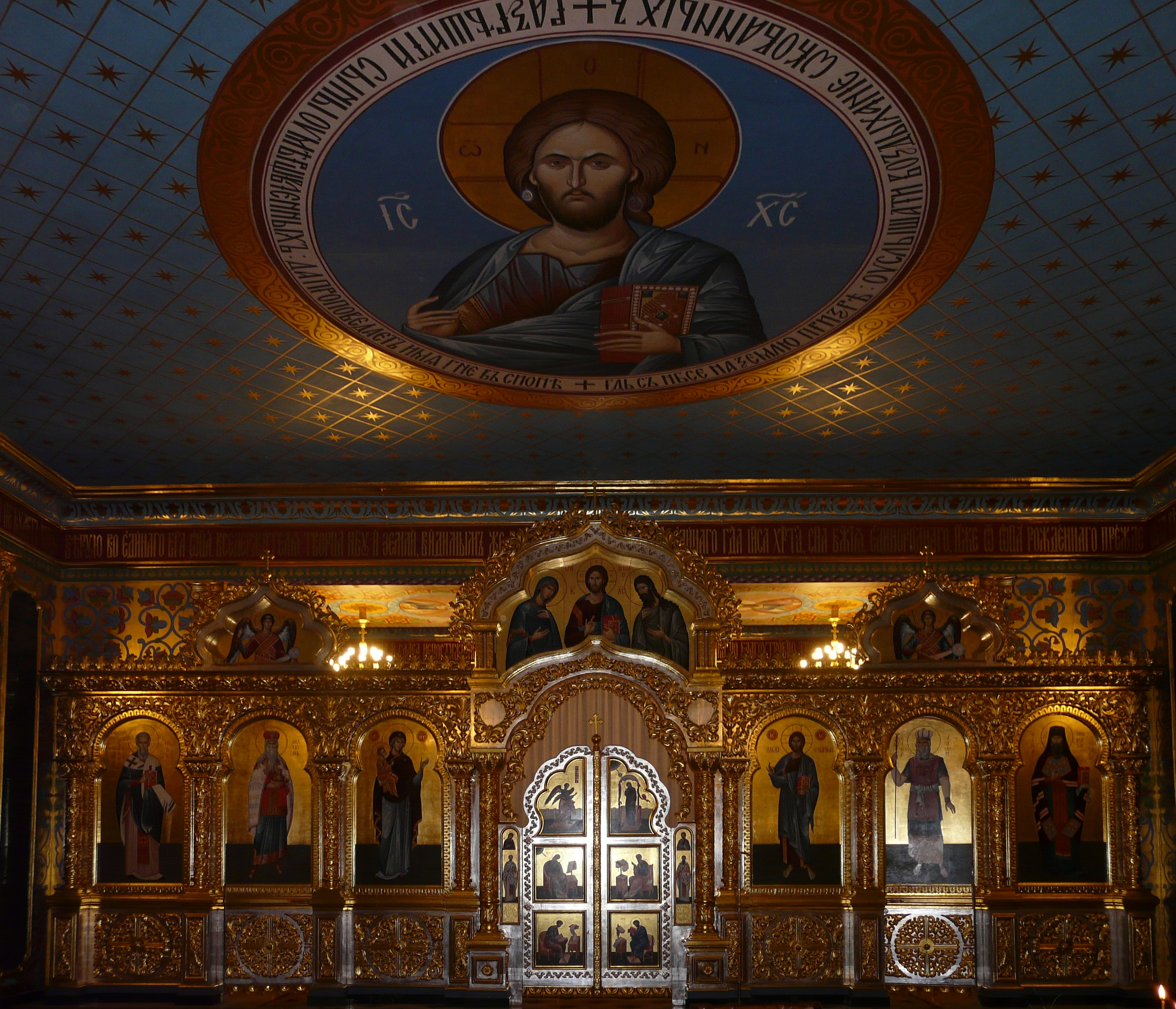
Innenansicht
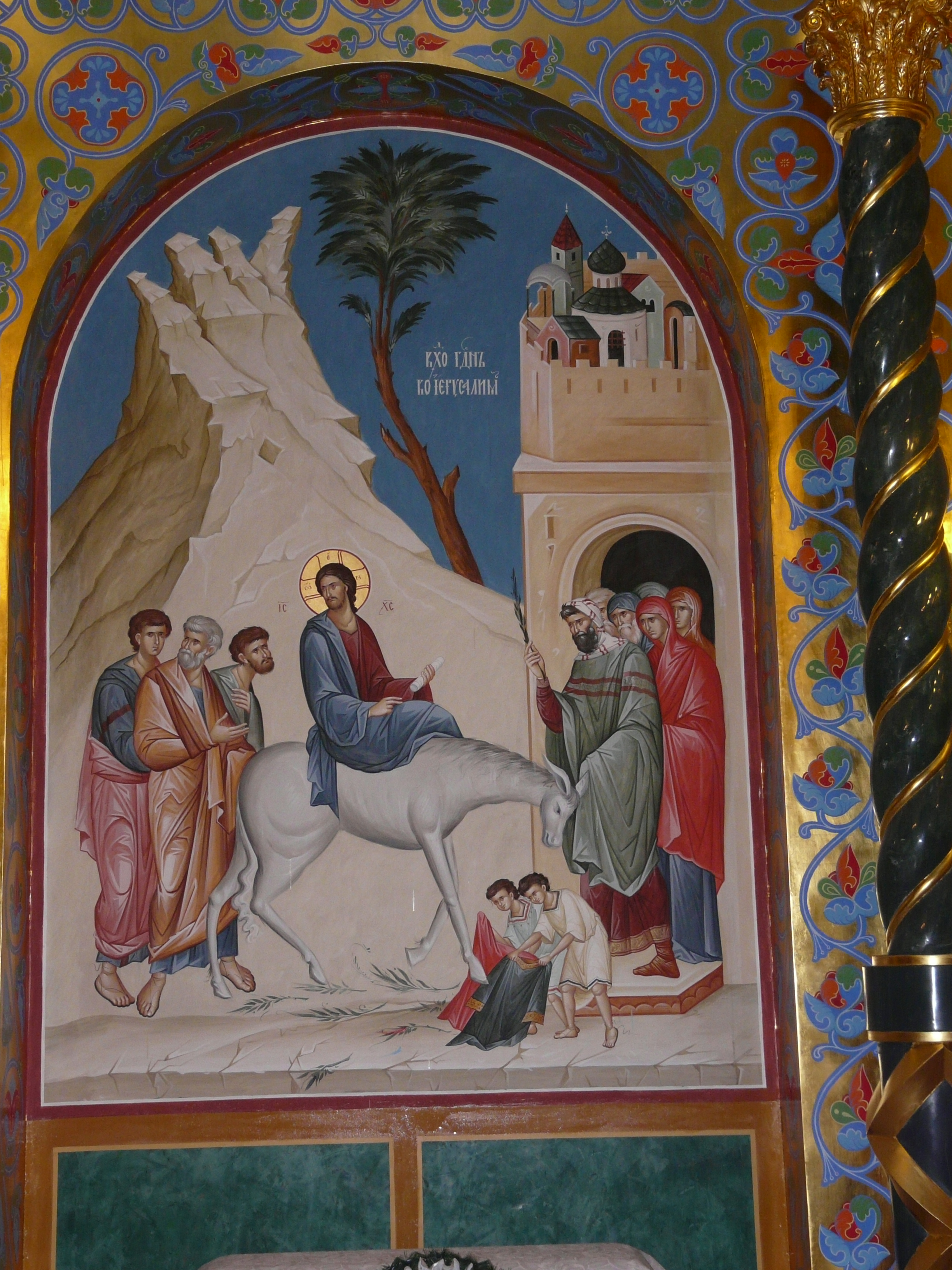
Innenansicht

### Erneute Zerstörung
Bei einem russischen Luftangriff auf Odessa wurde die Kathedrale in der Nacht zum 23. Juli 2023 teilweise zerstört. Das russische Verteidigungsministerium behauptete, eine ukrainische Luftabwehrrakete sei in das Gebäude eingeschlagen. Die UNESCO verurteilte den russischen Luftangriff scharf.

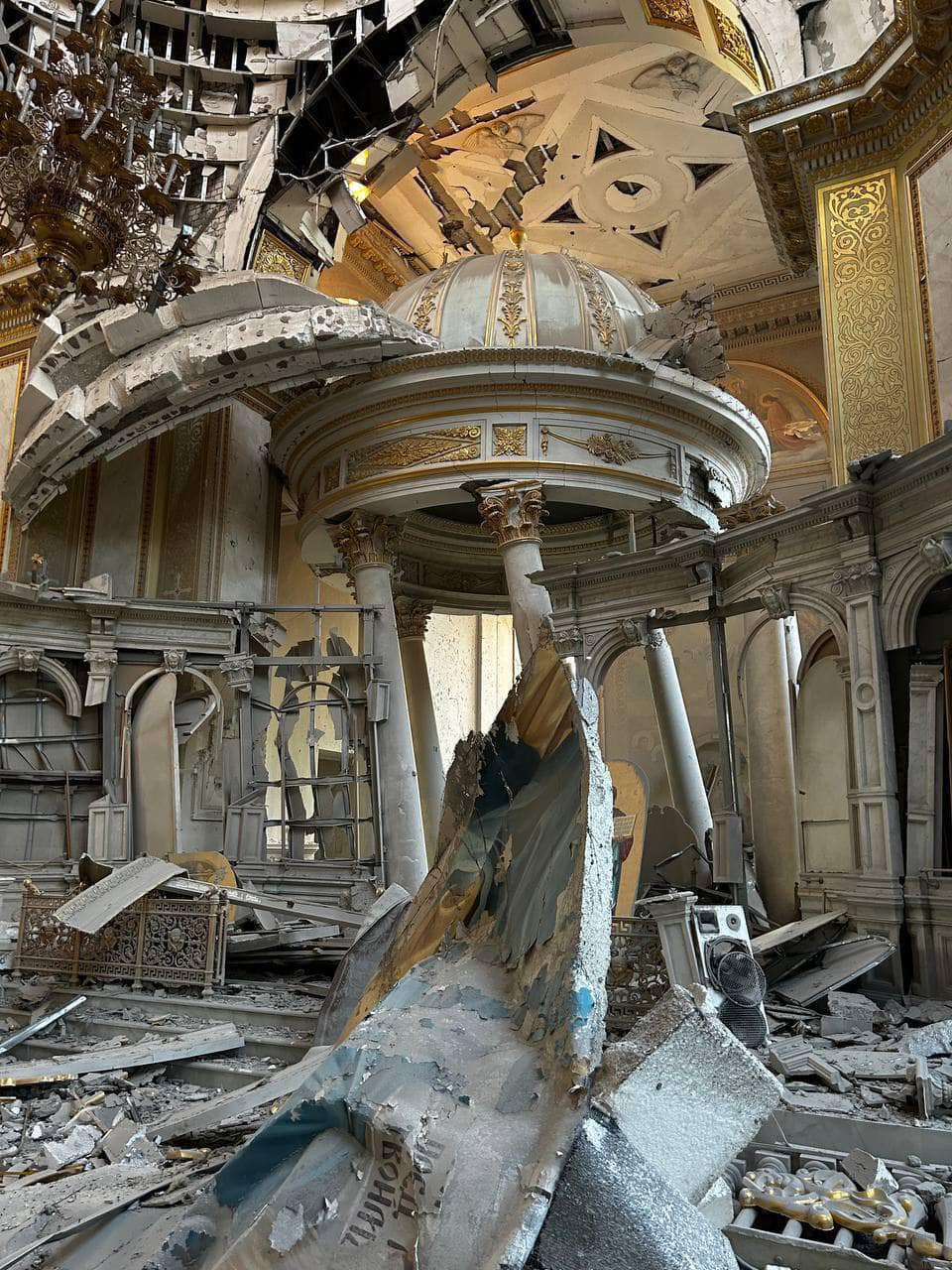
Innenansicht nach Luftangriff